# BoJack Horseman
BoJack Horseman là một bộ phim truyền hình trực tuyến hài-chính kịch đen hoạt hình dành cho người lớn của Hoa Kỳ được sáng tạo bởi Raphael Bob-Waksberg. Phim có sự tham gia lồng tiếng của dàn diễn viên thực lực bao gồm Will Arnett, Amy Sedaris, Alison Brie, Paul F. Tompkins và Aaron Paul. Lấy bối cảnh chủ yếu ở Hollywood, loạt phim kể về câu chuyện của một chú ngựa được 'nhân hóa' có tên là BoJack Horseman (Arnett), cựu siêu sao hết thời của các chương trình hài kịch tình huống những năm 1990, hắn đang lên kế hoạch cho sự trở lại lần nữa để tìm kiếm ánh hào quang một thời lẫy lừng trong quá khứ. Hành trình của BoJack được kể lại trong cuốn tự truyện của nữ nhà văn Diane Nguyen (Brie). Xuyên suốt quá trình đó, hắn phải tranh chấp với người đại diện là Công Chúa Carolyn (Sedaris), bạn cùng phòng Todd Chavez (Paul) và đối thủ cũ Peanutbutter (Tompkins) cũng như cuộc tranh đấu nội tâm với chứng bệnh trầm cảm và nghiện ngập. Series được thiết kế bởi họa sĩ hoạt hình Lisa Hanawalt, bạn thân từ thời trung học của đạo diễn Bob-Waksberg và trước đó họ cũng đã từng cộng tác trong dự án truyện tranh trực tuyến Tip Me Over, Pour Me Out.
Bộ phim công chiếu lần đầu trên Netflix vào ngày 22 tháng 8 năm 2014. Bốn năm sau, công ty làm mới series cho mùa thứ sáu và cũng chính từ đây đã đặt dấu chấm hết cho tác phẩm châm biếm này. BoJack Horseman kết thúc vào cuối tháng 1 năm 2020 với tổng cộng 77 tập. Năm mùa đầu tiên bao gồm 12 tập mỗi mùa, trong khi mùa cuối chứa tổng cộng 16 tập chia đều cho hai phần. Một chương trình đặc biệt dành cho dịp giáng sinh cũng được phát hành vào ngày 19 tháng 12 năm 2014.  
Bất chấp những ý kiến trái chiều khi dự án ra mắt, các nhà phê bình đã đánh giá tích cực hơn đáng kể vào nửa sau của mùa đầu tiên và toàn bộ phần tiếp theo đều nhận được sự hoan nghênh rộng rãi từ giới chuyên môn. Tạp chí GQ ca ngợi đây là một trong những bộ phim xuất sắc nhất của thập kỷ và IndieWire định vị BoJack Horseman là chương trình truyền hình hoạt hình hay nhất trong lịch sử. Tác phẩm đã được tán dương vì tính thực tế của nó trong việc đối phó với chứng trầm cảm, chấn thương tâm lý, nghiện ngập, hành vi tự hủy hoại bản thân, phân biệt chủng tộc, phân biệt giới tính, mang thai ở tuổi vị thành niên, tình dục và tình trạng con người.
BoJack Horseman đã gặt hái được rất nhiều thành tựu trong lĩnh vực truyền hình, nổi bật nhất phải kể đến là bốn Giải Truyền Hình Do Nhà Phê Bình Lựa Chọn cho Phim Hoạt Hình Hay Nhất, ba Giải Annie và hai Giải Hiệp Hội Nhà Văn Hoa Kỳ. Bên cạnh đó, phim cũng nhận về ba đề cử Giải Emmy Giờ Vàng danh giá, trong đó có hạng mục Chương Trình Hoạt Hình Xuất Sắc Nhất.

## Tiền đề
Bộ phim lấy bối cảnh ở một thế giới giả định nơi con người và động vật nhân hóa sống cạnh nhau, chủ yếu diễn ra ở Hollywoo (tên đã được thay đổi sau khi chữ D bị đánh cắp khỏi bảng hiệu). BoJack Horseman là ngôi sao nổi tiếng của loạt phim sitcom những năm 1990 Horsin' Around - tác phẩm xoay quanh một chú ngựa độc thân đang cố gắng nuôi nấng ba đứa trẻ mồ côi. Sống cuộc đời cô đơn hiu quạnh trong căn biệt thự ở đồi Hollywood, BoJack lên kế hoạch cho một màn tái xuất hoành tráng với cuốn tự truyện được viết bởi "cây bút ma" Diane Nguyen. BoJack không chỉ đối phó với chứng nghiện ma túy, rượu mà còn phải đối mặt với hàng loạt yêu cầu của người đại diện là Công Chúa Carolyn, những trò hề của kẻ ăn bám cùng phòng Todd Chavez và đối thủ cũ Mr. Peanutbutter.

## Diễn viên
- Will Arnett trong vai BoJack Horseman, một con ngựa nghiện rượu yếm thế ghê tởm bản thân hiện đang ở độ tuổi 50. BoJack đã từng đứng trên đỉnh cao danh vọng khi anh đóng vai chính trong bộ phim sitcom gia đình thành công vào những năm 1990 có tên là Horsin' Around. Mặc dù khởi nghiệp là một gã trai trẻ háo hức và nhiệt tình, nhưng kể từ đó, anh đã dần trở nên cay đắng, vô cùng tuyệt vọng, chán ghét Hollywoo và cả chính phiên bản của mình hậu danh tiếng. BoJack vẫn là người biết quan tâm và sâu sắc, thế nhưng sự bất an, cô đơn, nỗi khát khao được chấp thuận cùng cảm giác tội lỗi về hành động của bản thân thường là căn nguyên dẫn đến thái độ ích kỷ, tự hủy hoại và tàn phá những người xung quanh. Mối quan hệ giữa anh với cha mẹ nghiện rượu và nỗ lực vượt qua vết nhơ của họ là chủ đề xuyên suốt bộ phim. BoJack cũng phát hiện ra mình có một người chị cùng cha khác mẹ mang tên Hollyhock, cô là kết quả từ một vụ ngoại tình của cha anh.
- Amy Sedaris trong vai Công Chúa Carolyn, một con mèo Ba Tư màu hồng, là bạn gái cũ kiêm đại diện của BoJack trong ba mùa đầu tiên. Đến từ vùng Eden, Bắc Carolina, Công Chúa Carolyn là nhân viên hàng đầu tại công ty Vigor thông qua việc tìm kiếm không mệt mỏi tài năng mới và mạng lưới quan hệ cá nhân rộng lớn. Mặc dù phải vật lộn để tìm sự cân bằng giữa công việc, cuộc sống cá nhân đầy rắc rối với việc chăm sóc BoJack và bạn bè, cô vẫn thích nhịp sống bận rộn vội vã của mình. Công Chúa Carolyn chọn cách nghỉ việc để thành lập công ty mới với bạn trai và đồng nghiệp lúc bấy giờ là Rutabaga Rabitowitz. Đến khi nhận ra anh ta là kẻ không thể tin cậy được và đối mặt với nỗi sợ hãi khi ở một mình, cô quyết định rời bỏ hắn và tự bản thân điều hành công ty mới mang tên VIM. Sau nhiều lần thất bại, VIM bị đóng cửa trong phần ba và chỉ được mở lại với danh nghĩa là cơ quan quản lý. Cô còn phải chật vật để lập gia đình xuyên suốt bộ phim nhưng lại bị sảy thai nhiều lần. Trong phần năm, Carolyn nhận nuôi bé nhím từ Sadie - một phụ nữ trẻ cùng quê và đến mùa cuối loạt phim thì lên xe hoa với trợ lý trung thành Judah.
- Alison Brie trong vai Diane Nguyen, một nhà văn viết thuê, giỏi giang nhưng hay bị hiểu lầm. Mang trong mình tư tưởng biến thế giới trở thành một nơi tốt đẹp hơn cho phụ nữ và muốn người khác cư xử theo chuẩn mực đạo đức mặc dù bản thân thường xuyên vi phạm chúng, cô cũng chính là người Mỹ gốc Việt đến từ Boston và theo thuyết nam nữ bình quyền thuộc làn sóng thứ ba. Trong khi viết hồi ký cho thân chủ, Diane và BoJack phát triển một tình bạn bền chặt, tuy nhiên ban đầu cô bị lâm vào tình trạng khó xử sau khi biết anh chàng nhân mã này nảy sinh tình cảm với mình, đặc biệt là đúng ngay thời điểm cô đang hẹn hò với chồng tương lai - Mr. Peanutbutter. Trong và sau khi Ông Bơ Đậu Phộng tranh cử chức thống đốc bang California, cuộc hôn nhân của họ dần xấu đi và hai người ly hôn vào đầu mùa năm. Khi nhận ra mình bị trầm cảm và tăng cân, sức khỏe tâm thần của Diane cuối cùng cũng được hồi phục nhờ thuốc chống trầm cảm. Các phương tiện truyền thông đại chúng ca ngợi sự miêu tả chân thực của loạt phim về hình dạng cơ thể đang thay đổi của cô như một dấu hiệu cho thấy sức khỏe được cải thiện.[15] Đến phần cuối, Diane phát triển mối quan hệ với một con bò rừng tên là Guy và bước thêm lần nữa với anh. Cô tốt nghiệp Viện Đại học Boston.
- Paul F. Tompkins trong vai Mr. Peanutbutter, một chú chó tha mồi Labrador màu vàng năng động, lạc quan và vui vẻ, anh từng đối đầu với sitcom của BoJack vào cuối thế kỷ thứ 20. Peanutbutter là ngôi sao của loạt phim Mr. Peanutbutter's House, theo BoJack thì đây chẳng khác gì việc "mượn tiền đề" từ Horsin 'Around. Bất chấp sự cạnh tranh giữa họ, Mr. Peanutbutter vẫn rất quan tâm đến ý kiến của BoJack và ngưỡng mộ đối thủ vì công việc trong Horsin' Around. Anh có mối quan hệ đặc biệt tốt với Todd, chính thái độ tích cực và nguồn tài chính của Peanutbutter kết hợp với kế hoạch và mưu đồ kỳ lạ của Todd thường dẫn đến việc hai người bắt đầu những dự án kinh doanh đáng ngờ. Ông Bơ Đậu Phộng đã kết hôn ba lần (với Katrina Peanutbutter, Jessica Biel và Diane Nguyen). Trong tập phim "Old Acquaintance", tên thật của anh thực chất là "Mr.". Peanutbutter tốt nghiệp Đại học Northwestern và là người gốc Newfoundland and Labrador, Canada. Ban đầu chú chó săn mồi này xuất hiện chỉ để làm nền cho BoJack, nhưng sau đó được đội ngũ làm phim phát triển thành một nhân vật quan trọng.
- Aaron Paul trong vai Todd Chavez, một kẻ lười biếng 24 tuổi thất nghiệp, ngớ ngẩn, lúc nào cũng đội chiếc mũ len vàng nhưng cực kỳ tài năng, anh đến nhà BoJack để dự tiệc 5 năm trước khi bắt đầu bộ phim và ở chùa luôn kể từ dạo đó. Mặc dù liên tục tỏ ra khinh thường, BoJack vẫn thầm hỗ trợ tài chính và hay phá hoại nỗ lực tự lập của bạn cùng phòng. Todd sở hữu rất nhiều kỹ năng bao gồm hiểu biết về tiếng Nhật, hợp tác với Mr. Peanutbutter để sáng tạo nhiều ý tưởng kinh doanh, đồng thời viết và sáng tác vở nhạc kịch rock của riêng mình nhưng cuối cùng lại bị BoJack phá hoại. Chính việc này cùng với cách cư xử tồi tệ của BoJack đã khiến Todd cắt đứt quan hệ với anh chàng người ngựa trong phần bốn. Todd cũng có một sở trường kỳ lạ là tự đưa mình vào những tình huống vô lý và cực kỳ nguy hiểm khi bạn bè của anh không ở bên, chẳng hạn như gia nhập đấu súng nhiều lần để rồi bị nhốt vào tù. Ở tuổi niên thiếu, anh là một vận động viên trượt ván không mục đích và là đối tượng tình cảm của bạn cùng trường Emily. Trong tập cuối của mùa ba mang tên "That Went Well", Todd nhận ra mình là người vô tính và bắt đầu hình thành mối quan hệ với một con thỏ cũng vô tính tên là Maude.

## Tập phim

Dàn nhân vật chính của BoJack Horseman (từ trái qua phải: Diane Nguyen, Todd Chavez, BoJack Horseman, Công Chúa Carolyn và Mr. Peanutbutter).

### Tổng quan
| Mùa | Mùa      | Số tập   | Số tập              | Phát hành gốc        | Phát hành gốc        |
| --- | -------- | -------- | ------------------- | -------------------- | -------------------- |
|     | 1        | 12       | 12                  | 22 tháng 8 năm 2014  | 22 tháng 8 năm 2014  |
|     | Đặc biệt | Đặc biệt | Đặc biệt            | 19 tháng 12 năm 2014 | 19 tháng 12 năm 2014 |
|     | 2        | 12       | 12                  | 17 tháng 7 năm 2015  | 17 tháng 7 năm 2015  |
|     | 3        | 12       | 12                  | 22 tháng 7 năm 2016  | 22 tháng 7 năm 2016  |
|     | 4        | 12       | 12                  | 8 tháng 9 năm 2017   | 8 tháng 9 năm 2017   |
|     | 5        | 12       | 12                  | 14 tháng 9 năm 2018  | 14 tháng 9 năm 2018  |
|     | 6        | 16       | 8                   | 25 tháng 10 năm 2019 | 25 tháng 10 năm 2019 |
| 8   | 6        | 16       | 31 tháng 1 năm 2020 | 31 tháng 1 năm 2020  |                      |

### Mùa 1 (2014)
| TT. tổng thể | TT. trong mùa phim | Tiêu đề                                                   | Đạo diễn        | Biên kịch            | Ngày phát sóng gốc  | Mã sản xuất |
| ------------ | ------------------ | --------------------------------------------------------- | --------------- | -------------------- | ------------------- | ----------- |
| 1            | 1                  | "BoJack Horseman: The BoJack Horseman Story, Chapter One" | Joel Moser      | Raphael Bob-Waksberg | 22 tháng 8 năm 2014 | 101         |
| 2            | 2                  | "BoJack Hates the Troops"                                 | J.C. Gonzalez   | Raphael Bob-Waksberg | 22 tháng 8 năm 2014 | 102         |
| 3            | 3                  | "Prickly-Muffin"                                          | Martin Cendreda | Raphael Bob-Waksberg | 22 tháng 8 năm 2014 | 103         |
| 4            | 4                  | "Zoës and Zeldas"                                         | Amy Winfrey     | Peter A. Knight      | 22 tháng 8 năm 2014 | 104         |
| 5            | 5                  | "Live Fast, Diane Nguyen"                                 | Joel Moser      | Caroline Williams    | 22 tháng 8 năm 2014 | 105         |
| 6            | 6                  | "Our A-Story is a 'D' Story"                              | J.C. Gonzalez   | Scott Marder         | 22 tháng 8 năm 2014 | 106         |
| 7            | 7                  | "Say Anything"                                            | Martin Cendreda | Joe Lawson           | 22 tháng 8 năm 2014 | 107         |
| 8            | 8                  | "The Telescope"                                           | Amy Winfrey     | Mehar Sethi          | 22 tháng 8 năm 2014 | 108         |
| 9            | 9                  | "Horse Majeure"                                           | Joel Moser      | Peter A. Knight      | 22 tháng 8 năm 2014 | 109         |
| 10           | 10                 | "One Trick Pony"                                          | J.C. Gonzalez   | Laura Gutin Peterson | 22 tháng 8 năm 2014 | 110         |
| 11           | 11                 | "Downer Ending"                                           | Amy Winfrey     | Kate Purdy           | 22 tháng 8 năm 2014 | 111         |
| 12           | 12                 | "Later"                                                   | Martin Cendreda | Raphael Bob-Waksberg | 22 tháng 8 năm 2014 | 112         |

### Đặc biệt (2014)
| TT. tổng thể | Tiêu đề                    | Đạo diễn      | Biên kịch            | Ngày phát sóng gốc   | Mã sản xuất |
| ------------ | -------------------------- | ------------- | -------------------- | -------------------- | ----------- |
| 13           | "Sabrina's Christmas Wish" | J.C. Gonzalez | Raphael Bob-Waksberg | 19 tháng 12 năm 2014 | 200         |

### Mùa 2 (2015)
| TT. tổng thể | TT. trong mùa phim | Tiêu đề            | Đạo diễn      | Biên kịch                      | Ngày phát sóng gốc  | Mã sản xuất |
| ------------ | ------------------ | ------------------ | ------------- | ------------------------------ | ------------------- | ----------- |
| 14           | 1                  | "Brand New Couch"  | Amy Winfrey   | Raphael Bob-Waksberg           | 17 tháng 7 năm 2015 | 201         |
| 15           | 2                  | "Yesterdayland"    | J.C. Gonzalez | Peter A. Knight                | 17 tháng 7 năm 2015 | 202         |
| 16           | 3                  | "Still Broken"     | Amy Winfrey   | Mehar Sethi                    | 17 tháng 7 năm 2015 | 203         |
| 17           | 4                  | "After the Party"  | J.C. Gonzalez | Joe Lawson                     | 17 tháng 7 năm 2015 | 204         |
| 18           | 5                  | "Chickens"         | Mike Roberts  | Joanna Calo                    | 17 tháng 7 năm 2015 | 205         |
| 19           | 6                  | "Higher Love"      | J.C. Gonzalez | Vera Santamaria                | 17 tháng 7 năm 2015 | 206         |
| 20           | 7                  | "Hank After Dark"  | Amy Winfrey   | Kelly Galuska                  | 17 tháng 7 năm 2015 | 207         |
| 21           | 8                  | "Let's Find Out"   | Matt Mariska  | Alison Flierl & Scott Chernoff | 17 tháng 7 năm 2015 | 208         |
| 22           | 9                  | "The Shot"         | Matt Mariska  | Elijah Aron & Jordan Young     | 17 tháng 7 năm 2015 | 209         |
| 23           | 10                 | "Yes And"          | J.C. Gonzalez | Mehar Sethi                    | 17 tháng 7 năm 2015 | 210         |
| 24           | 11                 | "Escape from L.A." | Amy Winfrey   | Joe Lawson                     | 17 tháng 7 năm 2015 | 211         |
| 25           | 12                 | "Out to Sea"       | Mike Roberts  | Elijah Aron & Jordan Young     | 17 tháng 7 năm 2015 | 212         |

### Mùa 3 (2016)
| TT. tổng thể | TT. trong mùa phim | Tiêu đề                         | Đạo diễn           | Biên kịch                      | Ngày phát sóng gốc  | Mã sản xuất |
| ------------ | ------------------ | ------------------------------- | ------------------ | ------------------------------ | ------------------- | ----------- |
| 26           | 1                  | "Start Spreading The News"      | J.C. Gonzalez      | Joe Lawson                     | 22 tháng 7 năm 2016 | 301         |
| 27           | 2                  | "The BoJack Horseman Show"      | Adam Parton        | Vera Santamaria                | 22 tháng 7 năm 2016 | 302         |
| 28           | 3                  | "BoJack Kills"                  | Amy Winfrey        | Kelly Galuska                  | 22 tháng 7 năm 2016 | 303         |
| 29           | 4                  | "Fish Out of Water"             | Mike Hollingsworth | Elijah Aron & Jordan Young     | 22 tháng 7 năm 2016 | 304         |
| 30           | 5                  | "Love And/Or Marriage"          | J.C. Gonzalez      | Peter A. Knight                | 22 tháng 7 năm 2016 | 305         |
| 31           | 6                  | "Brrap Brrap Pew Pew"           | Amy Winfrey        | Joanna Calo                    | 22 tháng 7 năm 2016 | 306         |
| 32           | 7                  | "Stop the Presses"              | Adam Parton        | Joe Lawson                     | 22 tháng 7 năm 2016 | 307         |
| 33           | 8                  | "Old Acquaintance"              | J.C. Gonzalez      | Alison Flierl & Scott Chernoff | 22 tháng 7 năm 2016 | 308         |
| 34           | 9                  | "Best Thing That Ever Happened" | Amy Winfrey        | Kate Purdy                     | 22 tháng 7 năm 2016 | 309         |
| 35           | 10                 | "It's You"                      | Adam Parton        | Vera Santamaria                | 22 tháng 7 năm 2016 | 310         |
| 36           | 11                 | "That's Too Much, Man!"         | J.C. Gonzalez      | Elijah Aron & Jordan Young     | 22 tháng 7 năm 2016 | 311         |
| 37           | 12                 | "That Went Well"                | Amy Winfrey        | Raphael Bob-Waksberg           | 22 tháng 7 năm 2016 | 312         |

### Mùa 4 (2017)
| TT. tổng thể | TT. trong mùa phim | Tiêu đề                       | Đạo diễn            | Biên kịch                  | Ngày phát sóng gốc | Mã sản xuất |
| ------------ | ------------------ | ----------------------------- | ------------------- | -------------------------- | ------------------ | ----------- |
| 38           | 1                  | "See Mr. Peanutbutter Run"    | Amy Winfrey         | Peter A. Knight            | 8 tháng 9 năm 2017 | 401         |
| 39           | 2                  | "The Old Sugarman Place"      | Anne Walker Farrell | Kate Purdy                 | 8 tháng 9 năm 2017 | 402         |
| 40           | 3                  | "Hooray! Todd Episode!"       | Aaron Long          | Elijah Aron & Jordan Young | 8 tháng 9 năm 2017 | 403         |
| 41           | 4                  | "Commence Fracking"           | Matt Garofalo       | Joanna Calo                | 8 tháng 9 năm 2017 | 404         |
| 42           | 5                  | "Thoughts and Prayers"        | Amy Winfrey         | Nick Adams                 | 8 tháng 9 năm 2017 | 405         |
| 43           | 6                  | "Stupid Piece of Sh*t"        | Anne Walker Farrell | Alison Tafel               | 8 tháng 9 năm 2017 | 406         |
| 44           | 7                  | "Underground"                 | Aaron Long          | Kelly Galuska              | 8 tháng 9 năm 2017 | 407         |
| 45           | 8                  | "The Judge"                   | Otto Murga          | Elijah Aron & Jordan Young | 8 tháng 9 năm 2017 | 408         |
| 46           | 9                  | "Ruthie"                      | Amy Winfrey         | Joanna Calo                | 8 tháng 9 năm 2017 | 409         |
| 47           | 10                 | "lovin that cali lifestyle!!" | Anne Walker Farrell | Peter A. Knight            | 8 tháng 9 năm 2017 | 410         |
| 48           | 11                 | "Time's Arrow"                | Aaron Long          | Kate Purdy                 | 8 tháng 9 năm 2017 | 411         |
| 49           | 12                 | "What Time Is It Right Now"   | Tim Rauch           | Raphael Bob-Waksberg       | 8 tháng 9 năm 2017 | 412         |

### Mùa 5 (2018)
| TT. tổng thể | TT. trong mùa phim | Tiêu đề                    | Đạo diễn            | Biên kịch            | Ngày phát sóng gốc  | Mã sản xuất |
| ------------ | ------------------ | -------------------------- | ------------------- | -------------------- | ------------------- | ----------- |
| 50           | 1                  | "The Light Bulb Scene"     | Adam Parton         | Kate Purdy           | 14 tháng 9 năm 2018 | 501         |
| 51           | 2                  | "The Dog Days Are Over"    | Amy Winfrey         | Joanna Calo          | 14 tháng 9 năm 2018 | 502         |
| 52           | 3                  | "Planned Obsolescence"     | Aaron Long          | Elijah Aron          | 14 tháng 9 năm 2018 | 503         |
| 53           | 4                  | "BoJack the Feminist"      | Anne Walker Farrell | Nick Adams           | 14 tháng 9 năm 2018 | 504         |
| 54           | 5                  | "The Amelia Earhart Story" | Adam Parton         | Joe Lawson           | 14 tháng 9 năm 2018 | 505         |
| 55           | 6                  | "Free Churro]"             | Amy Winfrey         | Raphael Bob-Waksberg | 14 tháng 9 năm 2018 | 506         |
| 56           | 7                  | "INT. SUB"                 | Aaron Long          | Alison Tafel         | 14 tháng 9 năm 2018 | 507         |
| 57           | 8                  | "Mr. Peanutbutter's Boos"  | Anne Walker Farrell | Kelly Galuska        | 14 tháng 9 năm 2018 | 508         |
| 58           | 9                  | "Ancient History"          | Peter Merryman      | Rachel Kaplan        | 14 tháng 9 năm 2018 | 509         |
| 59           | 10                 | "Head in the Clouds"       | Amy Winfrey         | Peter A. Knight      | 14 tháng 9 năm 2018 | 510         |
| 60           | 11                 | "The Showstopper"          | Aaron Long          | Elijah Aron          | 14 tháng 9 năm 2018 | 511         |
| 61           | 12                 | "The Stopped Show"         | Anne Walker Farrell | Joanna Calo          | 14 tháng 9 năm 2018 | 512         |

### Mùa 6 (2019–20)
| '  |    |                                               |                |                      |                      |     |
| 62 | 1  | "A Horse Walks into a Rehab"                  | Peter Merryman | Elijah Aron          | 25 tháng 10 năm 2019 | 601 |
| 63 | 2  | "The New Client"                              | Amy Winfrey    | Nick Adams           | 25 tháng 10 năm 2019 | 602 |
| 64 | 3  | "Feel-Good Story"                             | Mollie Helms   | Alison Tafel         | 25 tháng 10 năm 2019 | 603 |
| 65 | 4  | "Surprise!"                                   | Adam Parton    | Peter A. Knight      | 25 tháng 10 năm 2019 | 604 |
| 66 | 5  | "A Little Uneven, Is All"                     | Peter Merryman | Rachel Kaplan        | 25 tháng 10 năm 2019 | 605 |
| 67 | 6  | "The Kidney Stays in the Picture"             | Mollie Helms   | Minhal Baig          | 25 tháng 10 năm 2019 | 606 |
| 68 | 7  | "The Face of Depression"                      | Aaron Long     | Shauna McGarry       | 25 tháng 10 năm 2019 | 607 |
| 69 | 8  | "A Quick One, While He's Away"                | Amy Winfrey    | Raphael Bob-Waksberg | 25 tháng 10 năm 2019 | 608 |
| '  |    |                                               |                |                      |                      |     |
| 70 | 9  | "Intermediate Scene Study w/ BoJack Horseman" | Adam Parton    | Joe Lawson           | 31 tháng 1 năm 2020  | 609 |
| 71 | 10 | "Good Damage"                                 | James Bowman   | Joanna Calo          | 31 tháng 1 năm 2020  | 610 |
| 72 | 11 | "Sunk Cost and All That"                      | Amy Winfrey    | Jonny Sun            | 31 tháng 1 năm 2020  | 611 |
| 73 | 12 | "Xerox of a Xerox"                            | Aaron Long     | Nick Adams           | 31 tháng 1 năm 2020  | 612 |
| 74 | 13 | "The Horny Unicorn"                           | Adam Parton    | Amy Schwartz         | 31 tháng 1 năm 2020  | 613 |
| 75 | 14 | "Angela"                                      | James Bowman   | Shauna McGarry       | 31 tháng 1 năm 2020  | 614 |
| 76 | 15 | "The View from Halfway Down"                  | Amy Winfrey    | Alison Tafel         | 31 tháng 1 năm 2020  | 615 |
| 77 | 16 | "Nice While It Lasted"                        | Aaron Long     | Raphael Bob-Waksberg | 31 tháng 1 năm 2020  | 616 |

## Sản xuất

### Hình thành
Sau khi chuyển đến Los Angeles lần đầu tiên, nhà văn Raphael Bob-Waksberg đã không thành công khi trình bày ý tưởng của chương trình cho các nhà mạng. Trong số đó có ý kiến về một bộ phim hài gia đình lấy bối cảnh Triều đại Khủng bố mang tên The Good Times Are Killing Me, thể theo mô tả từ Waksberg là "tựa như loạt phim All in the Family nhưng ở Pháp,... nơi người cha là nhân viên bán hàng chặt chém và công việc kinh doanh đang bùng nổ, thế nhưng ông không thể giữ trật tự cho gia đình lập dị của mình." Cùng khoảng thời gian, Waksberg chuyển đến nhà một người bạn tại đồi Hollywood và sống ở nơi được anh nhận định là "căn phòng sang trọng trong một dinh thự xinh đẹp". Đêm đầu tiên ở đó, anh "nhìn ra boong tàu bao quát khắp Hollywood rồi [cảm thấy] đồng thời ở trên đỉnh thế giới và chưa bao giờ bị cô lập và lẻ loi đến thế." Đây chính là khởi đầu của ý tưởng sau này sẽ tạo nên dự án BoJack Horseman.
Raphael Bob-Waksberg và họa sĩ vẽ tranh minh họa Lisa Hanawalt đã gặp nhau ở trường trung học, cả hai thường nói đùa về việc hợp tác tạo ra một loạt phim hoạt hình. Cuối cùng thì đôi bạn đường ai nấy đi, Bob-Waksberg chuyển đến LA và Hanawalt định cư ở New York nhưng họ vẫn giữ liên lạc và làm việc cùng nhau trên website truyện tranh Tip Me Over, Pull Me Out. Vào tháng 3 năm 2010, Bob-Waksberg gửi email cho Hanawalt nhờ vẽ một trong những "anh ngựa" mà cô đã sơ họa, phác thảo chào hàng cho chương trình được Waksberg đặt tên là "BoJack the Depression Talking Horse". Lời giới thiệu ban đầu này gần giống với thành phẩm cuối cùng ngoại trừ một số khác biệt nhỏ - Topher (sau này đổi thành Todd) là bạn thời thơ ấu của BoJack, Diane giữ chức giám đốc điều hành phát triển thay vì người viết thuê, Mr. Peanutbutter là đại diện của BoJack thay vì Công Chúa Carolyn, và đối thủ của BoJack được đảm nhận bởi một con ngựa mang tên Honeybucket. Hanawalt nói đùa rằng khái niệm này nghe có vẻ quá chán nản.

### Phát triển
Cuối năm 2010, Bob-Waksberg đến gặp nhà sản xuất Steven A. Cohen của The Tornante Company và giới thiệu cùng một lúc năm dự án hoạt hình khác nhau. Sau khi chào hàng, Cohen hỏi sáng kiến nào khiến Bob-Waksberg quan tâm nhất và anh quyết định chọn BoJack Horseman. Waksberg viết một bản tóm tắt nội dung rồi đem đến cho Michael Eisner xem xét, vị giám đốc điều hành công ty Tornante gợi ý chương trình nên xoay quanh một cựu ngựa đua hơn là cựu diễn viên phim sitcom. Trong khi Bob-Waksberg thuyết phục thành công khía cạnh kinh doanh loạt phim, chính điều này đã góp phần tạo nên cốt truyện hiện tại trong đó BoJack sắm vai con ngựa đua nổi tiếng của bộ phim hư cấu Secretariat ở mùa thứ hai.
Hanawalt đã được tiếp cận dự án để tham gia công đoạn thiết kế. Ban đầu cô từ chối lời đề nghị. "Tôi vừa hoàn thành việc minh họa cuốn sách dành cho trẻ em và đó là một trải nghiệm tồi tệ. Phải mất sáu tháng làm việc và cảm thấy vô tận, tôi không muốn dấn thân vào dự án lớn nào khác nữa. Tôi đã phạm sai lầm khi không bắt tay vào một điều tốt". Quá trình sản xuất đã được tiến hành với nhiều nghệ sĩ khác tham gia thiết kế chương trình và các nhân vật, thế nhưng không ai nắm bắt được phong cách độc đáo của Hanawalt. Nửa năm sau, Hanawalt tiếp tục nhận được lời mời và lần này đã đồng ý. Sau đó, cô làm việc với xưởng sản xuất hoạt hình ShadowMachine để phát triển phong cách hình ảnh của tác phẩm. Đội ngũ sản xuất đã tập hợp một bản trình bày thử nghiệm ngắn gọn về chương trình và sau đó sử dụng để bán cho các nhà mạng.
Bob-Waksberg cùng nhóm của mình chào hàng với Netflix vào tháng 10 năm 2013 và cuối cùng dự án đã được chọn với điều kiện phải ra mắt đúng vào mùa hè năm 2014. Do đó, phần đầu tiên gồm 12 tập được sản xuất hết tốc lực chỉ trong vòng 35 tuần, Bob-Waksberg là tác giả của ba tập đầu trước khi thuê toàn bộ nhân viên biên kịch và buổi đọc kịch bản được tổ chức ngay trong tuần đầu tiên sản xuất. Kế hoạch là sử dụng cảnh quay từ bản chiếu thí điểm ban đầu làm tập mở màn của mùa, tuy nhiên sau đó mọi thứ phải bắt đầu lại từ con số không (một phần là do quyết định thiết kế lại nhân vật của Todd Chavez so với phiên bản xuất hiện trong tập thử nghiệm).
Bộ phim công chiếu vào ngày 22 tháng 8 năm 2014. Bốn ngày sau, dự án được gia hạn thêm phần hai và phát hành vào ngày 17 tháng 7 năm 2015. Thông tin phần ba công bố trong ngày 28 tháng 7 cùng năm và trình làng gần một năm sau đó. Thời điểm này cũng là lúc mùa thứ tư chính thức thông báo đến đại chúng và ra mắt trên Netflix đầu tháng 9 năm 2017. Phần thứ năm ra công cáo báo chí vào ngày 21 tháng 9 năm 2017 và trình chiếu giữa tháng 9 năm sau. Mỗi phần có 12 tập. Đội ngũ biên kịch của BoJack Horseman bao gồm Bob-Waksberg, Joe Lawson, Kate Purdy, Elijah Aron, Jordan Young, Mehar Sethi and Joanna Calo. Dàn đạo diễn gồm có Amy Winfrey, J.C. Gonzalez, Mike Hollingsworth, Aaron Long and Anne Walker Farrell.
Phần đầu tiên của loạt phim cố tình kể một câu chuyện khép kín trong trường hợp tác phẩm không được gia hạn tiếp. Netflix đã yêu cầu Bob-Waksberg tạm dừng một số chủ đề để chuẩn bị cho mùa thứ hai tiềm năng, nhà văn sau đó truyền thông nếu BoJack Horseman bị hủy, Netflix vui lòng cảnh báo trước để anh có thể tìm cách kết thúc bộ phim một cách hợp lý. Sau khi phát hành phần năm, Netflix trao đổi với Bob-Waksberg rằng phần sáu sắp tới sẽ chính thức tạm dừng chương trình. "Rõ ràng là họ không cần phải làm thế. Nhưng tôi đã nói rằng sẽ đánh giá cao nếu tôi có thể được báo trước nhằm mang đến cho chương trình một kết thúc thích hợp, và không dàn dựng vài cái kết bỏ lửng sẽ không bao giờ thành công. Vì vậy, khi chọn phần cuối, họ nói, "Này, có nhớ anh đã yêu cầu thông báo trước như thế nào không? Chúng tôi nghĩ rằng đây là thông báo trước của anh đấy." Vậy nên tôi rất biết ơn vì chúng tôi đã nhận được cáo thị đó." Mùa cuối kéo dài 16 tập được công bố vào ngày 30 tháng 10 năm 2018 và chia làm hai phần bằng nhau. Nửa đầu tiên phát hành vào ngày 25 tháng 10 năm 2019 và phần còn lại công chiếu vào cuối tháng 1 năm 2020.

### Tuyển vai
—Aaron Paul phát biểu về việc ký hợp đồng đóng vai Todd Chavez trong BoJack Horseman.
Will Arnett, Amy Sedaris và Aaron Paul là những diễn viên đầu tiên được chọn cho bộ phim lần lượt với vai BoJack Horseman, Công Chúa Carolyn và Todd Chavez, đảm nhận nhân vật của họ trước buổi giới thiệu thử nghiệm của chương trình, dàn diễn viên còn lại chính thức gia nhập sau khi Netflix quyết định chọn dự án. Arnett và Paul cũng từng là nhà sản xuất điều hành của BoJack Horseman. Nhân vật BoJack không được viết cho bất kỳ diễn viên cụ thể nào. Bob-Waksberg chọn Arnett vì anh "rất hài hước, nhưng cũng có khoảng tối... Tôi cảm thấy trong màn trình diễn đầy sỏi đá của anh ấy, bạn có cảm giác như anh đã sống một cuộc đời và chất chứa nỗi buồn ẩn sâu bên dưới. Nhưng một lần nữa, anh ấy thật hài hước... Anh đã lấy những thứ ngớ ngẩn nhất của chúng tôi và biến nó thành vàng." Arnett tiếp tục đảm nhận vai người cha BoJack, Butterscotch Horseman cũng như lồng tiếng cho phiên bản trẻ của anh chàng nhân mã này trong những trường đoạn hồi tưởng. Amy Sedaris đã đồng ý tham gia bộ phim vì cô muốn hợp tác với Arnett.
Sau khi Netflix mua loạt phim, Paul F. Tompkins được chọn vào vai đối thủ sitcom của BoJack là Mr. Peanutbutter. Ban đầu khi viết nhân vật này, Bob-Waksberg tưởng tượng đây là một kẻ "không não" với giọng trầm, nhưng việc chọn Arnett vào vai BoJack và Paul hóa thân thành Todd đã khiến đội tuyển diễn viên đưa nhân vật đi theo một hướng khác. Tompkins mang đến cho vai diễn "phẩm chất đẹp đẽ, nhịp nhàng", Bob-Waksberg mô tả màn trình diễn của anh là "vượt quá giới hạn, điều này rất buồn cười đối với BoJack. Ngay cả trong giọng nói của BoJack cũng rất trầm và chìm trong mớ hỗn độn, trong khi Mr. Peanutbutter lại tinh nghịch nhảy lên trên cái mớ rác rưởi đó."
Alison Brie vào vai Diane Nguyen, một nhà văn được thuê để viết hồi ký cho BoJack và sau đó kết hôn với Mr. Peanutbutter. Khi chương trình ngày càng nổi tiếng, việc chọn Brie lồng tiếng cho một nhân vật người Mỹ gốc Việt đã vấp phải tranh cãi và cáo buộc tẩy trắng. Bob-Waksberg sau đó đã bình luận về vụ lùm xùm, anh hoan nghênh màn thể hiện nhân vật của Brie trong khi bày tỏ sự tiếc nuối và tin rằng việc tuyển diễn viên đã "làm tổn hại đến bộ phim". "Bây giờ khi nghĩ về việc casting, tôi cố gắng hết sức ý thức về chủng tộc. Giám đốc tuyển diễn viên Linda Lamontagne và tôi đang tích cực tìm kiếm người da màu cho mọi nhân vật mới, và điều đó đã tạo nên sự khác biệt lớn trong cách chúng tôi tuyển diễn viên cho dự án. Tôi hy vọng điều đó được phản ánh ngay cả với một người không có kiến thức chuyên môn đang quan sát chương trình. Tôi rất tự hào về phong trào mà chúng tôi đã thực hiện, nhưng chúng tôi sẽ luôn gặp khó khăn trong nỗ lực vì tội tổ tông của mình." Đáp lại cuộc trò chuyện trên, đội ngũ làm phim sau đó đã mời những diễn viên da màu đóng tuyến nhân vật phụ là Hồng Châu vào vai Pickles Aplenty và Stephanie Beatriz lồng tiếng cho Gina Cazador.

## Phát hành

### Công chiếu
Ngày 26 tháng 7 năm 2018, Comedy Central đã mua bản quyền phân phối truyền hình tuyến tính độc quyền cho BoJack Horseman và đây cũng chính là loạt phim nguyên bản đầu tiên của Netflix cung cấp cho truyền hình cáp ở Hoa Kỳ. Dự án ra mắt vào ngày 26 tháng 9 năm 2018, sau khi công chiếu phần 22 của South Park. Đến tháng 2 năm 2021, series được phát sóng lại trên MTV2.
Tại Vương quốc Anh, tác phẩm bắt đầu lên sóng trên kênh DMAX trong ngày 25 tháng 2 năm 2019.

### Tại gia
Giữa tháng 12 năm 2018, hai công ty The Tornante Company và Shout! Factory công bố thỏa thuận phát hành bốn mùa đầu tiên trên DVD và Blu-ray. Ở Bắc Mỹ, một gói gồm hai mùa đầu và phần đặc biệt về giáng sinh đã ra mắt trên nền tảng tương tự vào cuối tháng 7 năm 2019, phiên bản này cũng chứa video hoạt hình ngắn, phòng trưng bày nghệ thuật và bình luận âm thanh dưới dạng các tính năng bổ sung. Tại Vương quốc Anh, Manga Entertainment chính thức phát hành hai phần đầu lần lượt vào ngày 28 tháng 10 và ngày 2 tháng 12 năm 2019.

## Âm nhạc
BoJack Horseman (Music From The Netflix Original Series) là album nhạc phim của series hoạt hình BoJack Horseman (2014–2020) do hãng Lakeshore Records phát hành ở định dạng kỹ thuật số và vật lý vào ngày 1 và 29 tháng 9 năm 2017. Album bao gồm một số bài hát, trong đó có phiên bản đầy đủ của chủ đề chính, chẳng hạn như "A Horse with No Name" do Patrick Carney và Michelle Branch trình bày và ca khúc "Get Dat Fetus, Kill Dat Fetus" của nhân vật Sextina Aquafina, các chủ đề từ series giả tưởng trong phim như Horsin' Around và Mr. Peanutbutter's House cùng toàn bộ phần âm nhạc trong tập "Fish Out of Water". Phiên bản vinyl ra mắt vào ngày 12 tháng 1 năm 2018, và số thứ hai được phát hành lại trong tháng 9 năm 2020.

### Đánh giá
C.S Harper của tạp chí The Afterglow đã viết rằng nhạc phim "tạo ra tình tiết nghiệt ngã, một thứ thường là thực tế đối với những người trong thế giới giải trí. Bằng cách phản ánh câu chuyện của BoJack thông qua bài hát, nhạc phim bổ sung thêm một giai điệu tự nhận thức cho chương trình. Mỗi mùa sử dụng các bản nhạc đa dạng từ nhiều thể loại để bình luận về các chủ đề khác nhau, bao gồm việc lạm dụng chất gây nghiện và sự vô nghĩa trong cuộc sống của người nổi tiếng. Mặc dù những chủ đề này mang màu sắc đen tối, nhưng chúng khám phá những khía cạnh kém hấp dẫn hơn của trải nghiệm Hollywood mà nhiều người bỏ qua." Cây bút A. J. Martin của tạp chí Relight cho biết "nhạc phim thực sự chỉ là thứ hấp dẫn đối với người hâm mộ bộ phim, nhưng có những phần của nó mà bất kỳ ai cũng có thể thưởng thức". Variety tuyên bố ca khúc chủ đạo là một trong những "bài hát chủ đề hay nhất của kỷ nguyên phát trực tuyến". Làm việc cho website Looper, Mike Floorwalker tiếp tục ca ngợi bản nhạc chính qua: "sự rung cảm như trong mơ của nó, được nhấn mạnh bằng tiếng trống dồn dập, méo mó và phần kèn mong manh, không có gì là hoàn hảo, bằng cách nào đó nó đã phát huy được toàn bộ tính thẩm mỹ của chương trình mặc dù hoàn toàn không có lời bài hát."

### Danh sách
| STT | Nhan đề                               | Sáng tác                                  | Nghệ sĩ                                       | Thời lượng |
| --- | ------------------------------------- | ----------------------------------------- | --------------------------------------------- | ---------- |
| 1.  | "BoJack's Theme"                      | Patrick Carney, Ralph Carney              | Patrick Carney và Ralph Carney                | 0:56       |
| 2.  | "Horsin' Around Theme"                | Jesse Novak & Raphael Bob-Waksberg        | Jesse Novak                                   | 0:44       |
| 3.  | "A Horse with No Name"                | Dewey Bunnell                             | Patrick Carney và Michelle Branch             | 4:35       |
| 4.  | "Mr. Peanutbutter's House Theme"      | Jesse Novak                               | Jesse Novak                                   | 0:40       |
| 5.  | "I Will Always Think of You"          | Jesse Novak, David Corwin & Rachel Kaplan | Jane Krakowski & Colman Domingo               | 1:22       |
| 6.  | "Get Dat Fetus Kill Dat Fetus"        | Jesse Novak & Joanna Calo                 | Jesse Novak và Daniele Gaither & Manus Dunbar | 1:30       |
| 7.  | "Kyle and the Kids"                   | Jesse Novak                               | Jesse Novak và Carrick Moore Gerety           | 0:36       |
| 8.  | "Stars" (Live at Montreux)            | Janis Ian                                 | Nina Simone                                   | 6:37       |
| 9.  | "Back in the 90's"                    | Christian Zucconi                         | Grouplove                                     | 0:43       |
| 10. | "BoJack's Theme" (Full Length)        | Patrick Carney, Ralph Carney              | Patrick Carney và Ralph Carney                | 4:23       |
| 11. | "Seaport"                             | Jesse Novak                               | Jesse Novak                                   | 1:00       |
| 12. | "Hallway"                             | Jesse Novak                               | Jesse Novak                                   | 1:35       |
| 13. | "Kelsey Apology"                      | Jesse Novak                               | Jesse Novak                                   | 0:57       |
| 14. | "Chasing Kelsey"                      | Jesse Novak                               | Jesse Novak                                   | 1:42       |
| 15. | "Seahorse Birth"                      | Jesse Novak                               | Jesse Novak                                   | 0:47       |
| 16. | "Post Birth"                          | Jesse Novak                               | Jesse Novak                                   | 0:26       |
| 17. | "Baby Seahorse and Convenience Store" | Jesse Novak                               | Jesse Novak                                   | 2:29       |
| 18. | "Shark Chase"                         | Jesse Novak                               | Jesse Novak                                   | 0:34       |
| 19. | "Darkness and Tunnel"                 | Jesse Novak                               | Jesse Novak                                   | 0:54       |
| 20. | "Fan Section"                         | Jesse Novak                               | Jesse Novak                                   | 0:39       |
| 21. | "Factory"                             | Jesse Novak                               | Jesse Novak                                   | 1:58       |
| 22. | "Flying"                              | Jesse Novak                               | Jesse Novak                                   | 0:54       |
| 23. | "Seahorse Reunion"                    | Jesse Novak                               | Jesse Novak                                   | 0:49       |
| 24. | "Final Kelsey Pursuit"                | Jesse Novak                               | Jesse Novak                                   | 0:28       |
| 25. | "Sea of Dreams"                       | Brad Oberhofer                            | Oberhofer                                     | 4:43       |

## Đón nhận
| Mùa                 | Mùa        | Nhận xét chuyên môn | Nhận xét chuyên môn  |
| Mùa                 | Mùa        | Rotten Tomatoes     | Metacritic           |
| ------------------- | ---------- | ------------------- | -------------------- |
|                     | 1          | 71% (28 đánh giá)   | 59/100 (13 đánh giá) |
|                     | 2          | 100% (22 đánh giá)  | 90/100 (7 đánh giá)  |
|                     | 3          | 100% (31 đánh giá)  | 89/100 (12 đánh giá) |
|                     | 4          | 97% (35 đánh giá)   | 87/100 (5 đánh giá)  |
|                     | 5          | 98% (48 đánh giá)   | 92/100 (6 đánh giá)  |
|                     | 6          | 96% (54 đánh giá)   | 93/100 (6 đánh giá)  |
| 91/100 (8 đánh giá) | 6          | 96% (54 đánh giá)   |                      |
| Trung bình          | Trung bình | 93%                 | 85/100               |

Kể từ khi ra mắt, thời gian đầu giới chuyên môn đánh giá tác phẩm từ "trái chiều" đến "trung bình", tuy nhiên phần nhận xét nhanh chóng chuyển sang hướng hoan nghênh rộng rãi từ giữa mùa một trở đi. Hai website tin tức Thrillist và Uproxx nhận định đây là loạt phim gốc của Netflix hay nhất mọi thời đại vào tháng 8 năm 2018 và tháng 5 năm 2019. IndieWire, trong tháng 11 năm 2018 đã vinh danh BoJack Horseman là series hoạt hình xuất sắc nhất mọi kỷ nguyên. Loạt phim cũng lọt vào danh sách chương trình truyền hình hay nhất của những năm 2010 bởi nhiều ấn phẩm, bao gồm Time và Vanity Fair. Sau buổi công chiếu nửa đầu phần sáu vào năm 2019, Chris Mandle của đài BBC tuyên bố BoJack Horseman là "phim hoạt hình xuất sắc nhất thế kỷ 21". "Phi thường" chính xác là từ mà Rolling Stone dùng để gọi tác phẩm. Bên cạnh đó, tạp chí GQ tiếp tục ngợi ca đây là một trong những chương trình tiêu biểu thập niên và tuyên bố series là "tiêu chuẩn để đánh giá tất cả các bộ phim hài của thập kỷ".

### Mùa 1
Trên trang web tổng hợp đánh giá Rotten Tomatoes, phần đầu tiên đạt tỷ trọng tán thành 71% với điểm trung bình là 5.9/10 dựa trên 28 bài nhận xét. Sự đồng thuận của các nhà phê bình trên website được truyền thông đại ý như sau: "Đôi khi nó hài hước, nhưng ở hầu hết các khía cạnh, BoJack Horseman nhạt nhòa so với những bộ phim hài tương tự." Với Metacritic, phần một nhận được số điểm 59/100 dựa trên 13 nhà bình luận, cho thấy "đánh giá trái chiều hoặc trung bình". Erik Adams đến từ trang tin giải trí The A.V. Club đã chấm sáu tập đầu tiên điểm C+ và cho biết chương trình "giễu nhại sự trống rỗng của người nổi tiếng, nhưng làm như vậy mà không có bất kỳ điều mới lạ hoặc cái nhìn sâu sắc thực sự nào". Willa Paskin viết cho tạp chí trực tuyến Slate tỏ ra hào hứng: "[Nó] có vẻ thông minh hơn đôi chút so với hài hước một cách ồn ào, nhưng nó thường rất tài tình, và hơn nữa, phù hợp với sự lố bịch của loại danh tiếng cấp thấp bao quanh BoJack". Cô ví bộ phim như 30 Rock ở khả năng "[trình bày] những ý tưởng lớn mà không cần phải cam kết với chúng". Chris Mitchell của Popzara cũng lạc quan không kém về tương lai loạt phim và nói rằng "Những người hâm mộ Archer của FX hoặc Bob's Burgers của Fox chắc chắn sẽ muốn xem dự án này, vì hướng truyền thông liên hồi của nó luôn chính xác một cách chủ ý". Thời báo New York mô tả chương trình "vui nhộn và tục tĩu". Ngoài ra Margaret Lyons của Vulture đã đưa ra phản hồi tích cực và cho rằng "cực kỳ buồn. Tôi thích nó."
Ván bài lật ngửa khi nửa sau của mùa nhận về nhiều đánh giá tích cực hơn. Ben Traver viết cho IndieWire tin rằng lý do có thể dẫn đến hiện tượng trái chiều là vì các nhà phê bình chỉ đánh giá nửa đầu bộ phim, nhưng phân nửa còn lại đã thay đổi mạnh mẽ về giọng điệu đồng thời phát triển ý nghĩa đen tối và sâu sắc hơn. Sự thay đổi này quyết liệt đến mức khiến IndieWire thay đổi chính sách của mình yêu cầu nhân viên xem xét toàn bộ các phần của chương trình trên Netflix thay vì chỉ sáu tập đầu tiên, điều này sẽ giúp tăng điểm C+ cho BoJack Horseman.
Bên cạnh đó, Keith Uhlich của The A.V. Club đã vinh danh mùa đầu tiên là phim điện ảnh hay thứ tư trong năm 2014.

### Mùa 2
Phần hai đã nhận được sự hoan nghênh nhiệt liệt. Trên Rotten Tomatoes, series sở hữu tỷ lệ tán thành tuyệt đối 100% với điểm trung bình là 8.7/10 dựa trên 22 nhà phê bình. Sự đồng thuận của các cây bút chuyên môn trên trang web có nội dung: "Bojack Horseman thực sự trở thành của riêng mình trong phần hai, hoàn thiện thành loạt phim hài đầy tham vọng kết hợp một cách nhạy cảm giữa sự lập dị với chính kịch đen tối, nhiều sắc thái." Trên Metacritic, mùa thứ hai có số điểm 90/100 dựa trên 7 nhà phê bình. Emily VanDerWerff của Vox viết rằng dự án đã "tạo dựng chỗ đứng tốt đẹp trong phần kế tiếp, giành được danh hiệu không chỉ là chương trình hay nhất của dịch vụ phát trực tuyến mà còn là một trong những chương trình xuất sắc nhất trên truyền hình". Liz Shannon Miller của IndieWire chấm cho series điểm "A−", đồng thời ca ngợi chiều sâu của cốt truyện, dàn diễn viên lồng tiếng và chất hài vượt trội so với phần đầu. Vikram Murthi đến từ The A.V. Club cũng gán mức "A−" và nhận xét: "phần lớn đây là một cuộc khám phá hoàn toàn độc đáo, hài hước và u sầu vào trái tim và tâm trí của một người đang đấu tranh để đưa cuộc sống của mình trở lại đúng hướng sau một loạt ngã rẽ đen tối".
Chuck Bowen tác nghiệp tại Slant Magazine trao cho loạt phim bốn sao rưỡi trên năm sao và nhận định: "Mùa thứ hai BoJack Horseman thậm chí còn là sự pha trộn tự tin hơn của nhiều tông màu khác nhau mà nó đã thử nghiệm vào năm ngoái, vì nó đồng thời vừa u sầu, giận dữ, ngớ ngẩn, vui tươi và thường hài hước ồn ào theo một phong cách quái đản không thể diễn tả nổi". Bên cạnh đó, trang Entertainment Weekly xếp hạng B cho bộ phim và nói rằng đây là "một trong những siêu phẩm truyền hình hay nhất của Hollywood".

### Mùa 3
Phần thứ ba đã nhận được sự hoan nghênh gần như tuyệt đối. Tương tự trên Rotten Tomatoes, phim đạt tỷ lệ tán thành 100% với điểm trung bình 9.1 dựa trên 31 bài phê bình. Sự đồng thuận của các nhà phân tích trên trang web tựu chung mang hàm ý: "Khéo léo nhấn mạnh ý tưởng về người nổi tiếng và nỗi ám ảnh kỳ lạ trong nền văn hóa của chúng ta với nó, BoJack Horseman phần ba tiếp tục là một trong những chương trình hài hước và đau lòng nhất trên truyền hình." Với Metacritic, tác phẩm nhận được số điểm 89/100 dựa trên 12 bài đánh giá. Daniel Fienberg của The Hollywood Reporter dành lời khen và nhận xét series "đã phát triển từ việc châm biếm động vật biết nói phù phiếm của Hollywood sang chuyên luận giàu tính nhân vật về chứng trầm cảm trong mùa đầu tiên, được đào sâu và trở thành một trong những tác phẩm truyền hình hay nhất ở mùa thứ hai và phi nước đại bước vào mùa ba với một sự tự tin thâm thúy".Entertainment Weekly xếp hạng A và nói rằng phần này "lạc đề so với hai năm đầu tiên của chương trình và kết thúc mở hơn nhiều, nó gửi tuyến nhân vật cốt lõi theo các hướng khác nhau", đồng thời "gầy dựng thành một trong những bộ phim hài hước nhất, kỳ lạ nhất và nhiều khoảnh khắc sâu sắc nhất từng thấy trong một chương trình vô tuyến truyền hình".
The A.V. Club cho điểm A− và nhận định "Netflix đã tự mình bổ sung BoJack vào hàng ngũ những nhân vật phản diện nổi tiếng trên TV" và ca ngợi dự án đã cải thiện qua từng series. Chris Cabin của Collider chấm bốn trên năm sao và cho biết "BoJack Horseman cuối cùng trở thành một nghiên cứu ly kỳ, tàn khốc về các trò chơi tâm lý và vô ích một cách độc nhất vô nhị, đặc biệt là việc ra quyết định theo chủ nghĩa tư bản đã thúc đẩy ngành giải trí". Họ tiếp tục khen ngợi sự hài hước "thông qua những trò đùa chua cay và gây cười huyên náo không ngớt, loạt phim cũng nhận ra mức độ hấp dẫn, vui tươi và phấn khích của trò giải trí vì mục đích tiêu khiển, bất kể nó có vẻ ngu ngốc hay ngớ ngẩn đến thế nào".

### Mùa 4
Phần thứ tư tiếp tục nhận được sự hoan nghênh rộng rãi. Trên Rotten Tomatoes, phim sở hữu tỷ lệ tán thành 97% gần mức tuyệt đối với điểm trung bình 8.7/10 dựa trên 35 bài bình luận. Nhìn chung các nhà chuyên môn đồng thuận ở nội dung: "BoJack Horseman phần bốn cho thấy chương trình tiếp tục vượt qua các cung bậc cảm xúc một cách dũng cảm - với kết quả thật đau lòng mỗi khi hài hước". Metacritic trao cho bộ phim số điểm 87/100 dựa trên 5 bài đánh giá. Tiếp tục, cây bút Liz Shannon Miller của IndieWire chấm điểm "A" và viết: "Đến cuối mùa, chúng tôi biết các nhân vật và chương trình này hay hơn bao giờ hết. Những trò lố đặc trưng của BoJack—hình ảnh nền đùa giỡn, động vật chơi chữ, khoảnh khắc đau buồn tàn bạo—vẫn nhất quán một cách chắc chắn, nhưng hướng trọng tâm chủ yếu vào bên trong, đảm bảo sự hỗ trợ cho một số cốt truyện lạ lùng và nêu bật những tình tiết giàu cảm xúc hơn".
Bethonie Butler của tờ The Washington Post đã ca ngợi loạt phim "cảm động và bất ngờ... nó mang niềm hy vọng nhưng không bao giờ bỏ qua những nỗi buồn không thể tránh khỏi trong cuộc sống thực". Mike Hale tác nghiệp cho The New York Times cũng đưa ra đánh giá tích cực, ông nhận xét "chất liệu hấp dẫn và sâu sắc mà chúng ta đã quen thuộc... mặc dù chẳng có gì phù hợp với tính phiêu lưu của chuyến đi liên hoan phim dưới nước trong phần ba, thì tập thứ chín của mùa bốn—được thuật lại từ tương lai bởi một hậu duệ xa xôi của Công Chúa Carolyn—là ví dụ tàn khốc về những gì BoJack có thể làm một cách tốt nhất".

### Mùa 5
Theo kịp thành tích của các phần phim trước, mùa thứ năm nhận về sự hoan nghênh rộng khắp. Dựa trên 48 bài đánh giá, series có tỷ lệ tán dương đạt ngưỡng 98% với điểm trung bình 9.3/10 trên Rotten Tomatoes. Sự đồng thuận của các nhà chuyên môn trang web được thể hiện ở chi tiết: "BoJack Horseman tiếp tục tự tin đi xuống chủ đề mê cung với một mùa phim mới mẻ và sâu sắc, vừa tàn khốc vừa vui nhộn." Trên Metacritic, phim đạt số điểm 92/100 dựa trên 6 bài góp ý. Indiewire đã cho điểm "A" và gọi đây là một mùa phim rực rỡ khác, đồng thời phải thừa nhận series đã trở nên tuyệt vời đến mức "không thể chê vào đâu được". Nhiều nhà phê bình ca ngợi "Free Churro", họ xem đây là một trong những tập hay nhất của loạt phim và mang lại tiếng vang Emmy cho cả phần sáng tác và màn độc thoại của Will Arnett. Les Chappell của The A.V. Club cho biết trường đoạn Diane Nguyen có một chuyến đi ngẫu hứng đến Hà Nội trong tập "The Dog Days Are Over" có thể được xem là lời dẫn giải về "yếu tố khủng hoảng bản sắc", trong đó ám chỉ việc nhân vật người Mỹ gốc Việt Diane lại do một nữ diễn viên da trắng lồng tiếng.

### Mùa 6
Phần kết thúc cũng nhận được sự hoan nghênh rộng rãi. Jen Chaney của Vulture gọi mùa cuối "thông minh, sáng dạ và nhiều lớp hơn 95% phim hài trên truyền hình hoặc bất kỳ nền tảng nào khác". Trên Rotten Tomatoes, dự án nhận được 96% đánh giá tích cực với điểm trung bình là 9.2/10 dựa trên 54 bài phê bình, nội dung đồng thuận viết rằng: "Buồn vui lẫn lộn và xuất sắc đến phút cuối cùng, phần kết của BoJack Horseman tiếp tục gây ngạc nhiên người xem bằng sự đồng cảm và chiều sâu, củng cố vị trí như là một trong những sản phẩm tuyệt vời nhất của TV." Trên Metacritic, nửa đầu phần thứ sáu đạt điểm 93/100 dựa trên 6 bài đánh giá, trong khi nửa còn lại giữ con số 91/100 dựa trên 8 bài bình luận.

## Ảnh hưởng
Nhà sáng tạo Raphael Bob-Waksberg trích dẫn sự hài hước hoài nghi trong chương trình The Newsroom của Canada đã ảnh hưởng lớn đến BoJack Horseman. Anh cũng ca ngợi sức tác động của The Simpsons vì có thể kể những câu chuyện buồn mà không làm mất đi tính hài hước. Dựa trên những điểm tương đồng về cốt truyện và sắc thái đồ họa, series được cho là chịu sự chi phối từ Californication, Two and a Half Men và Daria. Vào tháng 9 năm 2018, trước khi mùa năm được phát hành, Bob-Waksberg đã tuyên bố mười tác phẩm mang tầm ảnh hưởng nhất với chương trình là The Simpsons, Who Framed Roger Rabbit, Archer, Animaniacs, Daria, The Tick, Pixar Animation Studios, Futurama, South Park và các tác phẩm của Don Hertzfeldt.

### Tác động
Kể từ mùa đầu tiên, BoJack đã đề cập đến nhiều vấn đề chính trị xã hội nóng bỏng. Nhà sáng lập loạt phim Raphael Bob-Waksberg từng nói rằng ông xem khái niệm "sự đúng đắn về chính trị" là điều mà các diễn viên hài và người sáng tạo phương tiện truyền thông nên có cái nhìn trách nhiệm hơn. Trong một cuộc phỏng vấn năm 2017 với tạp chí Vice, anh cho biết:
Tôi nghĩ rằng hầu hết những người tranh luận về thứ mà bạn có thể gọi là sự đúng đắn về mặt chính trị, không thực sự biện luận về vấn đề kiểm duyệt. Họ đang tranh luận về sự tự kiểm soát và tự kiềm chế. Họ đang tranh luận để mọi người có ý thức về sức mạnh mà họ có, phải không? Và tôi tin rằng mình có rất nhiều quyền hạn, với tư cách là một người tạo ra những trò giải trí phổ biến. Tôi nghĩ rằng chúng ta phải cẩn thận về nghệ thuật mà ta tạo ra.
Vài ví dụ đáng chú ý khác chẳng hạn như tập phim "Hank After Dark" (mùa hai), thường được biết đến với cái tên "tập Cosby", nội dung theo chân hai nhân vật Diane và BoJack trong chuyến tham quan sách khi họ đặt câu hỏi về những cáo buộc vừa xuất hiện về huyền thoại hài kịch Hank Hippopopalous. Đến mùa tiếp theo, "Brrap Brrap Pew Pew" thuật lại vụ việc Diane vô tình thông báo cô sẽ phá thai qua tài khoản Twitter của ngôi sao nhạc pop Sextina Aquafina (nhái lại Christina Aguilera), và Hollywoo bị xoáy vào cuộc bàn luận sôi nổi về vấn đề nhạy cảm này. Tiếp theo là "Thoughts and Prayers" (phần bốn) rẽ lối sang phương thức tiếp cận châm biếm tương tự đối với tần suất xả súng hàng loạt và tranh luận về vũ khí ở Hoa Kỳ, sau khi đương sự Diane nổ súng lần đầu tiên và một trong những dự án của Công Chúa Carolyn bị vướng vào làn đạn, chính sự kiện này đã khơi mào cuộc tranh cãi về việc phụ nữ có nên sở hữu và sử dụng súng hay không.
Mùa thứ năm nhận về nhiều lời khen vì hướng xử lý các vụ quấy rối tình dục và những kẻ quyền lực theo phong trào Me Too. Cây bút Emily St. James đến từ trang tin Vox nhận định: "đây có thể là sự suy ngẫm nghệ thuật hay nhất về #MeToo và thời đại của những gã đàn ông tồi tệ."
Bên cạnh đó, chương trình cũng tiết lộ xu hướng vô tính công khai của nhân vật Todd Chavez, chi tiết này được đề cập xuyên suốt ba mùa cuối. Trong tập cuối cùng của phần ba, Todd nói: "Tôi không phải là người đồng tính... Ý tôi là, tôi không nghĩ như vậy, nhưng tôi cũng không nghĩ mình là trai thẳng. Tôi không biết mình là gì. Tôi nghĩ có thể tôi chẳng là gì cả." Đến phần cuối, Todd bắt đầu mối quan hệ với Maude, một chú thỏ anh gặp trên ứng dụng hẹn hò vô tính do Emily tạo ra mang tên "All About That Ace".

### Kế thừa
BoJack Horseman được nhiều nhà phê bình nhận định là một trong những chương trình hoạt hình hay nhất mọi thời đại. Tác phẩm nhận về rất nhiều sự hoan nghênh trong suốt thời gian công chiếu vì phạm vi cốt truyện hiện sinh của nó và phơi bày thực tế về chứng trầm cảm, nghiện ma túy, rượu bia và địa vị người nổi tiếng. Bên cạnh đó, dàn diễn viên cũng được khen ngợi vì màn trình diễn lồng tiếng của họ.
BoJack Horseman đã góp phần vào công cuộc phát triển thể loại "sadcom", một dạng bi hài kịch cân bằng giữa hài hước và buồn bã.

## Giải thưởng
Với việc ra mắt tổng cộng sáu mùa phim, BoJack Horseman đã gặt hái được rất nhiều thành tựu, bao gồm hai đề cử Giải Sao Thổ cho Phim Hoạt Hình Truyền Hình Hay Nhất,  bốn Giải Truyền Hình Do Các Nhà Phê Bình Lựa Chọn cho Loạt Phim Hoạt Hình Xuất Sắc Nhất, và hai đề cử Giải Emmy Nghệ Thuật Sáng Tạo cho Chương Trình Hoạt Hình Xuất Sắc. Nhờ màn lồng tiếng cho nhân vật Sarah Lynn trong series đã giúp nữ diễn viên Kristen Schaal nhận được đề cử Giải Emmy Giờ Vàng ở hạng mục Màn Trình Diễn Lồng Tiếng Cho Nhân Vật Xuất Sắc Nhất.  Ngoài ra, đội ngũ biên kịch của BoJack Horseman cũng nhận về tổng cộng bảy đề cử từ Hiệp hội Nhà văn Hoa Kỳ, cuối cùng mang về ba giải cho Joe Lawson trong "Stop the Presses", Kate Purdy trong "Time's Arrow" và Nick Adams trong "Xerox of a Xerox".
| Giải thưởng                                   | Năm  | Hạng mục                                                                                               | Người nhận                                                | Kết quả   | Ref.            |
| --------------------------------------------- | ---- | --- | --------------------------------------------------------- | --------- | --------------- |
| Giải AIAFF                                    | 2017 | Sự Khác Biệt Độc Đáo Cho Bộ Phim Truyền Hình                                                           | BoJack Horseman (cho tập "Fish Out of Water")             | Đoạt giải | [ 120 ]         |
| Giải Annie                                    | 2016 | Sản Xuất/Phát Thanh Truyền Hình Dành Cho Khán Giả Phổ Thông Hay Nhất                                   | BoJack Horseman (cho tập "Brand New Couch")               | Đề cử     | [ 121 ]         |
| Giải Annie                                    | 2017 | Sản Xuất/Phát Thanh Truyền Hình Dành Cho Khán Giả Phổ Thông Hay Nhất                                   | BoJack Horseman (cho tập "Fish Out of Water")             | Đề cử     | [ 122 ]         |
| Giải Annie                                    | 2017 | Thành Tựu Nổi Bật, Lồng Tiếng Trong Sản Xuất Phát Sóng/Phim Hoạt Hình TV                               | Alison Brie                                               | Đề cử     | [ 122 ]         |
| Giải Annie                                    | 2018 | Sản Xuất/Phát Thanh Truyền Hình Dành Cho Khán Giả Phổ Thông Hay Nhất                                   | BoJack Horseman (cho tập "Stupid Piece of Sh*t")          | Đề cử     | [ 123 ]         |
| Giải Annie                                    | 2018 | Thành Tựu Nổi Bật, Lồng Tiếng Trong Sản Xuất Phát Sóng/Phim Hoạt Hình TV                               | Wendie Malick (cho tập "Time's Arrow")                    | Đề cử     | [ 123 ]         |
| Giải Annie                                    | 2018 | Thành Tích Xuất Sắc Cho Biên Tập Trong Sản Xuất / Phát Sóng Hoạt Hình                                  | José Martínez (cho tập "Stupid Piece of Sh*t")            | Đề cử     | [ 123 ]         |
| Giải Annie                                    | 2019 | Sản Xuất/Phát Thanh Truyền Hình Dành Cho Khán Giả Phổ Thông Hay Nhất                                   | BoJack Horseman (cho tập "The Dog Days are Over")         | Đoạt giải | [ 124 ]         |
| Giải Annie                                    | 2019 | Thành Tựu Nổi Bật Về Lồng Tiếng Trong Sản Xuất Phim Hoạt Hình/Phát Thanh Truyền Hình                   | Will Arnett (cho tập "Free Churro")                       | Đoạt giải | [ 124 ]         |
| Giải Annie                                    | 2020 | Sản Xuất/Phát Thanh Truyền Hình Dành Cho Khán Giả Phổ Thông Hay Nhất                                   | BoJack Horseman (cho tập "The New Client")                | Đoạt giải | [ 125 ] [ 126 ] |
| Giải Annie                                    | 2020 | Thành Tựu Xuất Sắc Cho Việc Sáng Tác Trong Một Chương Trình Truyền Hình Hoạt Hình / Sản Xuất Phát Sóng | Alison Tafel (cho tập "Feel-Good Story")                  | Đề cử     | [ 125 ] [ 126 ] |
| Giải Annie                                    | 2021 | Thành Tựu Nổi Bật Cho Nhân Vật Hoạt Hình Trong Phim Hoạt Hình Truyền Hình/Sản Xuất Phát Sóng           | James Bowman (cho tập "Good Damage")                      | Đề cử     | [ 127 ] [ 128 ] |
| Giải Artios                                   | 2016 | Thành Tích Nổi Bật Trong Casting – Hoạt Hình Truyền Hình                                               | Linda Lamontagne                                          | Đề cử     | [ 129 ]         |
| Giải Artios                                   | 2017 | Thành Tích Nổi Bật Trong Casting – Hoạt Hình Truyền Hình                                               | Linda Lamontagne                                          | Đề cử     | [ 130 ]         |
| Giải Artios                                   | 2018 | Thành Tích Nổi Bật Trong Casting – Hoạt Hình Truyền Hình                                               | Linda Lamontagne                                          | Đoạt giải | [ 131 ]         |
| Giải Artios                                   | 2020 | Thành Tích Nổi Bật Trong Casting – Hoạt Hình Truyền Hình                                               | Linda Lamontagne                                          | Đề cử     | [ 132 ]         |
| Giải Emmy Nghệ Thuật Sáng Tạo                 | 2017 | Màn Trình Diễn Lồng Tiếng Cho Nhân Vật Xuất Sắc                                                        | Kristen Schaal (cho tập "That's Too Much, Man!")          | Đề cử     | [ 133 ]         |
| Giải Emmy Nghệ Thuật Sáng Tạo                 | 2019 | Chương Trình Hoạt Hình Xuất Sắc                                                                        | BoJack Horseman (cho tập "Free Churro")                   | Đề cử     | [ 134 ]         |
| Giải Emmy Nghệ Thuật Sáng Tạo                 | 2020 | Chương Trình Hoạt Hình Xuất Sắc                                                                        | BoJack Horseman (cho tập "The View from Halfway Down")    | Đề cử     | [ 135 ]         |
| Giải Siêu Lựa Chọn Của Các Nhà Phê Bình       | 2021 | Loạt Phim Hoạt Hình Hay Nhất                                                                           | BoJack Horseman                                           | Đoạt giải | [ 136 ] [ 137 ] |
| Giải Siêu Lựa Chọn Của Các Nhà Phê Bình       | 2021 | Nam Diễn Viên Lồng Tiếng Xuất Sắc Nhất Trong Loạt Phim Hoạt Hình                                       | Will Arnett                                               | Đoạt giải | [ 136 ] [ 137 ] |
| Giải Siêu Lựa Chọn Của Các Nhà Phê Bình       | 2021 | Nữ Diễn Viên Lồng Tiếng Xuất Sắc Nhất Trong Loạt Phim Hoạt Hình                                        | Amy Sedaris                                               | Đề cử     | [ 136 ] [ 137 ] |
| Giải Truyền Hình Do Các Nhà Phê Bình Lựa Chọn | 2016 | Loạt Phim Hoạt Hình Hay Nhất                                                                           | BoJack Horseman                                           | Đoạt giải | [ 138 ]         |
| Giải Truyền Hình Do Các Nhà Phê Bình Lựa Chọn | 2016 | Loạt Phim Hoạt Hình Hay Nhất                                                                           | BoJack Horseman                                           | Đoạt giải | [ 139 ]         |
| Giải Truyền Hình Do Các Nhà Phê Bình Lựa Chọn | 2018 | Loạt Phim Hoạt Hình Hay Nhất                                                                           | BoJack Horseman                                           | Đề cử     | [ 140 ]         |
| Giải Truyền Hình Do Các Nhà Phê Bình Lựa Chọn | 2019 | Loạt Phim Hoạt Hình Hay Nhất                                                                           | BoJack Horseman                                           | Đoạt giải | [ 141 ]         |
| Giải Truyền Hình Do Các Nhà Phê Bình Lựa Chọn | 2020 | Loạt Phim Hoạt Hình Hay Nhất                                                                           | BoJack Horseman                                           | Đoạt giải | [ 142 ]         |
| Giải Eddie                                    | 2021 | Phim Hoạt Hình Biên Tập Xuất Sắc Nhất (Không Chiếu Rạp)                                                | Brian Swanson (cho tập "Nice While It Lasted")            | Đề cử     | [ 143 ]         |
| Giải Cuộn Phim Vàng                           | 2017 | Hoạt hình TV – Hiệu ứng/Foley/Đối thoại/ADR                                                            | BoJack Horseman (cho tập "Fish Out of Water")             | Đề cử     | [ 144 ]         |
| Giải Đoạn Giới Thiệu Vàng                     | 2017 | Phim Hoạt Hình/Gia Đình Xuất Sắc Nhất (TV Spot/Trailer/Teaser Cho Một Loạt Phim)                       | BoJack Horseman (cho "Trailer" của phần ba)               | Đề cử     | [ 145 ]         |
| Giải Đoạn Giới Thiệu Vàng                     | 2018 | Phim Hoạt Hình/Gia Đình Xuất Sắc Nhất (TV Spot/Trailer/Teaser Cho Một Loạt Phim)                       | BoJack Horseman (cho "Missing" của phần bốn)              | Đoạt giải | [ 146 ]         |
| Giải Âm Nhạc Truyền Thông Hollywood           | 2017 | Âm Nhạc Gốc – Chương Trình Truyền Hình/Series Giới Hạn                                                 | Jesse Novak                                               | Đề cử     | [ 147 ]         |
| Giải Hình Ảnh NAACP                           | 2019 | Màn Trình Diễn Lồng Tiếng Cho Nhân Vật Xuất Sắc                                                        | Issa Rae                                                  | Đề cử     | [ 148 ]         |
| Giải Sao Thổ                                  | 2017 | Loạt Phim Hoạt Hình Hay Nhất Trên Truyền Hình                                                          | BoJack Horseman                                           | Đề cử     | [ 149 ]         |
| Giải Sao Thổ                                  | 2018 | Loạt Phim Hoạt Hình Hay Nhất Trên Truyền Hình                                                          | BoJack Horseman                                           | Đề cử     | [ 150 ]         |
| Giải Sao Thổ                                  | 2021 | Loạt Phim Hoạt Hình Hay Nhất Trên Truyền Hình                                                          | BoJack Horseman                                           | Đề cử     | [ 151 ]         |
| Giải Hiệp Hội Nhà Văn Hoa Kỳ                  | 2016 | Truyền Hình : Hoạt Hình                                                                                | Kelly Galuska (cho tập "Hank After Dark")                 | Đề cử     | [ 152 ]         |
| Giải Hiệp Hội Nhà Văn Hoa Kỳ                  | 2017 | Truyền Hình : Hoạt Hình                                                                                | Elijah Aron và Jordan Young (cho tập "Fish Out of Water") | Đề cử     | [ 153 ]         |
| Giải Hiệp Hội Nhà Văn Hoa Kỳ                  | 2017 | Truyền Hình : Hoạt Hình                                                                                | Joe Lawson (cho tập "Stop the Presses")                   | Đoạt giải | [ 153 ]         |
| Giải Hiệp Hội Nhà Văn Hoa Kỳ                  | 2018 | Truyền Hình : Hoạt Hình                                                                                | Joanna Calo (cho tập "Ruthie")                            | Đề cử     | [ 154 ]         |
| Giải Hiệp Hội Nhà Văn Hoa Kỳ                  | 2018 | Truyền Hình : Hoạt Hình                                                                                | Kate Purdy (cho tập "Time's Arrow")                       | Đoạt giải | [ 154 ]         |
| Giải Hiệp Hội Nhà Văn Hoa Kỳ                  | 2020 | Truyền Hình : Hoạt Hình                                                                                | Elijah Aron (cho tập "A Horse Walks Into a Rehab")        | Đề cử     | [ 155 ]         |
| Giải Hiệp Hội Nhà Văn Hoa Kỳ                  | 2021 | Truyền Hình : Hoạt Hình                                                                                | Nick Adams (cho tập "Xerox of a Xerox")                   | Đoạt giải | [ 156 ] [ 157 ] |